# Чувашский государственный художественный музей
Чувашский государственный художественный музей (чув. Чăваш патшалăх ӳнер музейĕ) — культурно-образовательное и научно-исследовательское учреждение Чувашской Республики. В составе собрания музея произведения иконописи, русского и зарубежного искусства XVIII—XX вв., чувашских художников XX—XXI вв., народного и декоративно-прикладного искусства России и Чувашии.
Работа музея опирается на три постоянные экспозиции, отражающие историю и развитие чувашского изобразительного искусства. российского и зарубежного искусства. Организуются выставки из фондов, устраиваются регулярные экспозиции современных мастеров изобразительного искусства. Важной стороной научно-исследовательской деятельности является пополнение собрания, изучение экспонатов, истории изобразительного искусства Чувашии, творчества художников.
В рамках просветительской работы проводятся музыкально-поэтические вечера «Весенние встречи», «Рождественские ассамблеи», «Декабрьские вечера», встречи с художниками, поэтами, музыкантами.
Среднее количество посетителей выставок и экспозиции музея 45800 человек в год. Фонды музея насчитывают более 20000 произведений живописи, графики, скульптуры, театрально-декорационного, декоративно-прикладного и народного искусства.
Музей является членом Союза музеев России.
Почтовый адрес: 428008, Чувашская Республика, г. Чебоксары, ул. Калинина, 60.

## История
Музей основан 17 сентября 1939 года, открыт 7 ноября 1939 года. Основой создания коллекции послужили 218 произведений художественного отдела Чувашского центрального музея, переданных художественному музею в сентябре 1939 года.

## Структура
У музея четыре здания.
- Головное здание музея построено в 1985 году, архитектор — В. Д. Шатилов, скульптор — В. П. Нагорнов. Общая площадь составляет 4379 м², экспозиционная — 2090 м². Здесь находятся стационарная экспозиция изобразительного искусства художников Чувашии, регулярно организуются художественные выставки, размещаются основные фондохранилища, администрация, научная библиотека.
- Отдел русского и зарубежного искусства расположен в бывшем купеческом особняке по ул. К. Иванова, 4. Общая площадь: 709 м².
- Центр современного искусства занимает первый этаж жилого дома по ул. Урицкого, 1/15. Общая площадь: 693,7 м².
- Мемориальный музей-квартира заслуженного деятеля искусств РФ, народного художника Чувашии М. С. Спиридонова находится в жилом доме по улице Урукова, 15/1, кв. 25. Общая площадь: 43,6 м².

В структуру музея также входят:
- хранилища живописи, графики, скульптуры, декоративно-прикладного искусства;
- научная библиотека;
- архив;
- реставрационная мастерская.

Площади зданий распределены следующим образом:
- экспозиционно-выставочная: 3212,7 м².;
- временных выставок: 500 м².;
- фондохранилища: 531,2 м².;
- парковая: 0,87 га.

## Музейный фонд
Музейный фонд состоит из произведений художников Чувашии (живописи, графики, скульптуры, декоративно-прикладного искусства), в том числе А. А. Кокеля, А. И. Миттова и М. С. Спиридонова; произведений русской живописи и графики VI—XX вв.: И. К. Айвазовского, С. Н. Аммосова, А. Е. Архипова, С. В. Бакаловича, В. Л. Боровиковского, К. П. Брюллова, Н. Н. Дубовского, П. К. Клодта, А. И. Куинджи, И. И. Левитана, Р. С. Левицкого, К. В. Лемоха, Н. Е. Маковского, В. Г. Перова, И. Е. Репина, Ф. С. Рокотова, З. Е. Серебряковой, В. А. Серова, В. А. Тропинина, Д. А. Щербиновского и др.; произведений художников и скульпторов советского периода (из Москвы, Ленинграда, городов и республик бывшего СССР): ликвидатора последствий аварии на Чернобыльской АЭС В. К. Бобкова, живописца и графика М. И. Фейгина, живописцев, графиков и скульпторов И. В. Дмитриева, Н. И. Фешина, скульптора В. Е. Цигаля, скульптора-монументалиста А. Т. Матвеева, скульптора-анималиста А. С. Цветкова, художника-керамиста Л. П. Азаровой и др. В период Великой Отечественной войны в г. Чебоксары и чувашских деревнях жили эвакуированные советские художники. Так, художник-график Герш Ингер жил и работал в деревне Новое Климово Ибресинского района. В фондах музея хранятся его работы, созданные в этом селении.
С 1980-х собирается коллекция традиционного чувашского искусства и костюма (вышивка, ткачество, шитье бисером и серебром XIX—XX вв.)
Имеются коллекции западноевропейского и восточного искусства.

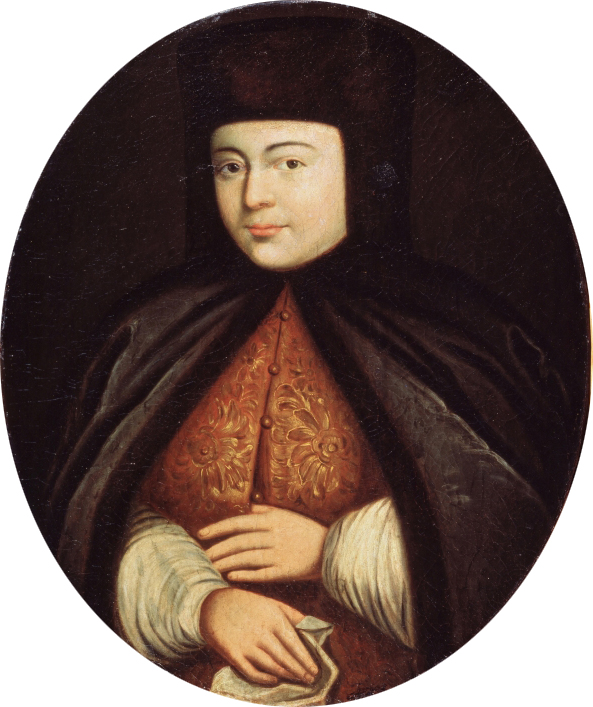
Парсуна. «Царица Наталья Кирилловна Нарышкина», начало XVIII в.
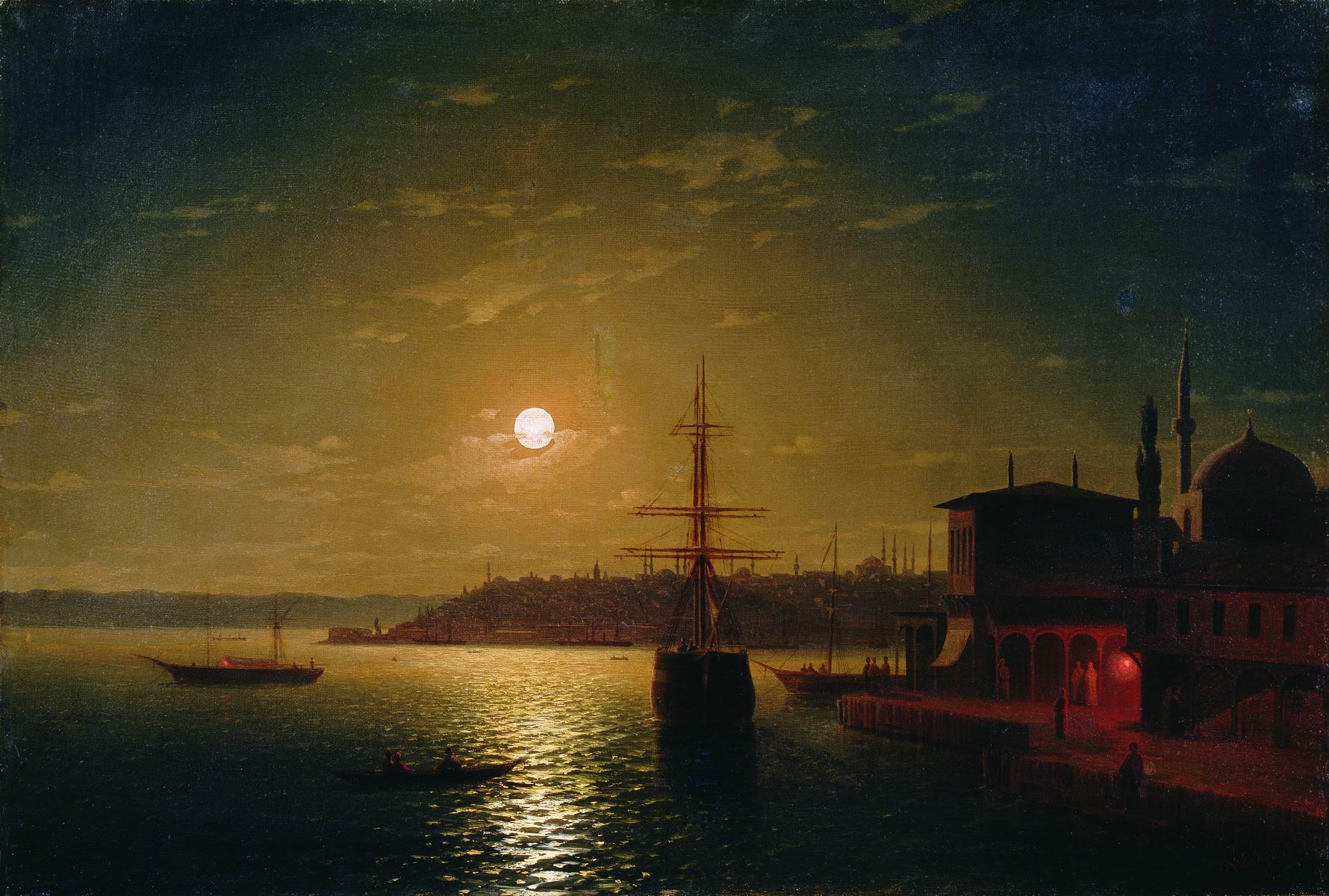
Иван Айвазовский. «Бухта Золотой Рог. Турция», 1845 г.
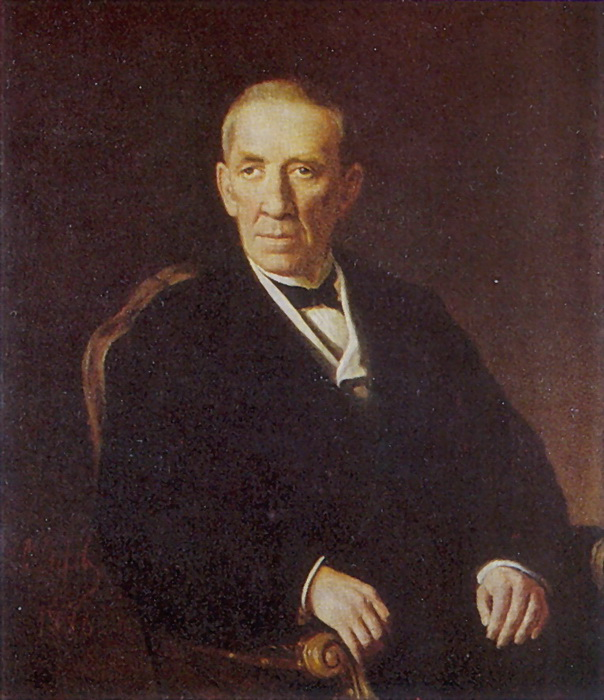
Василий Перов. «Портрет П. И. Николаева» (авторское повторение), 1876 г.
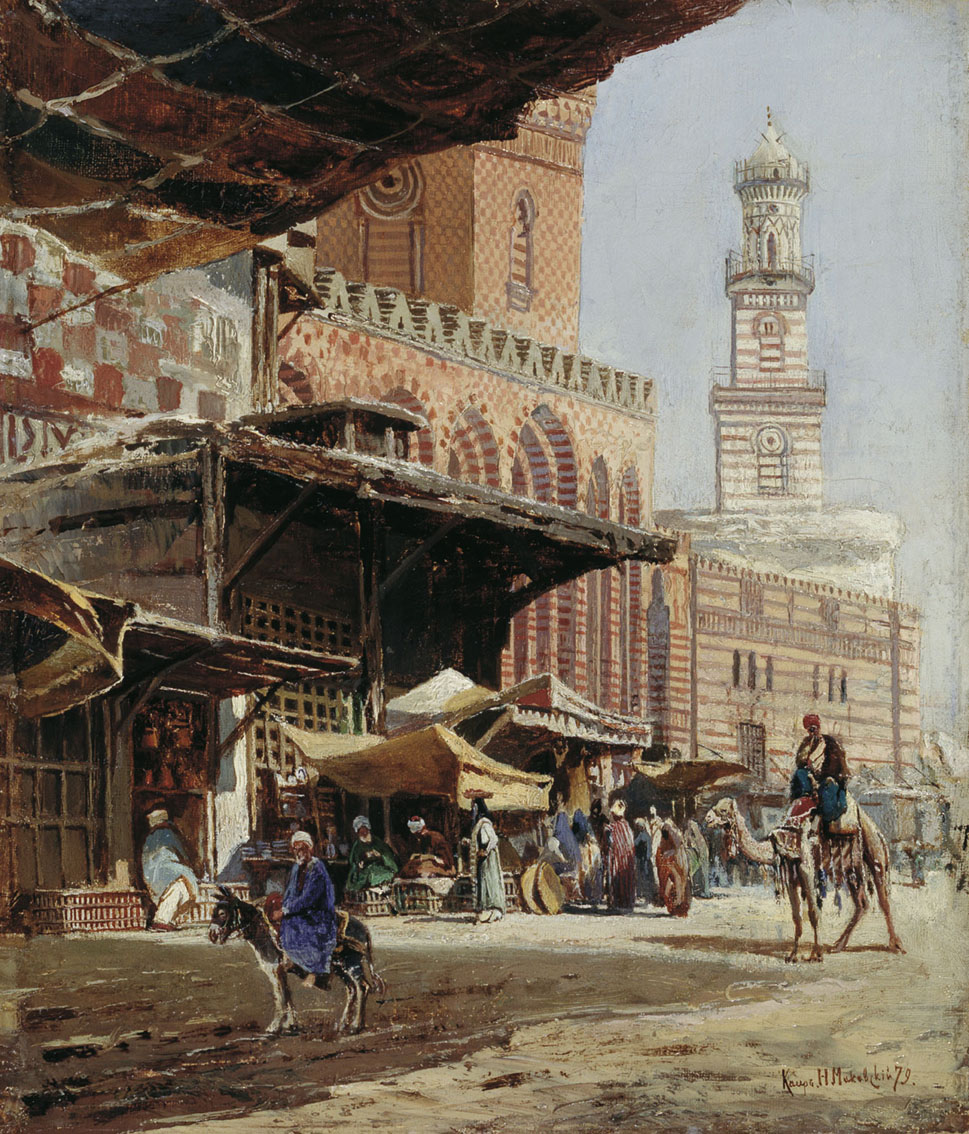
Николай Маковский. «Каир», 1879 г.
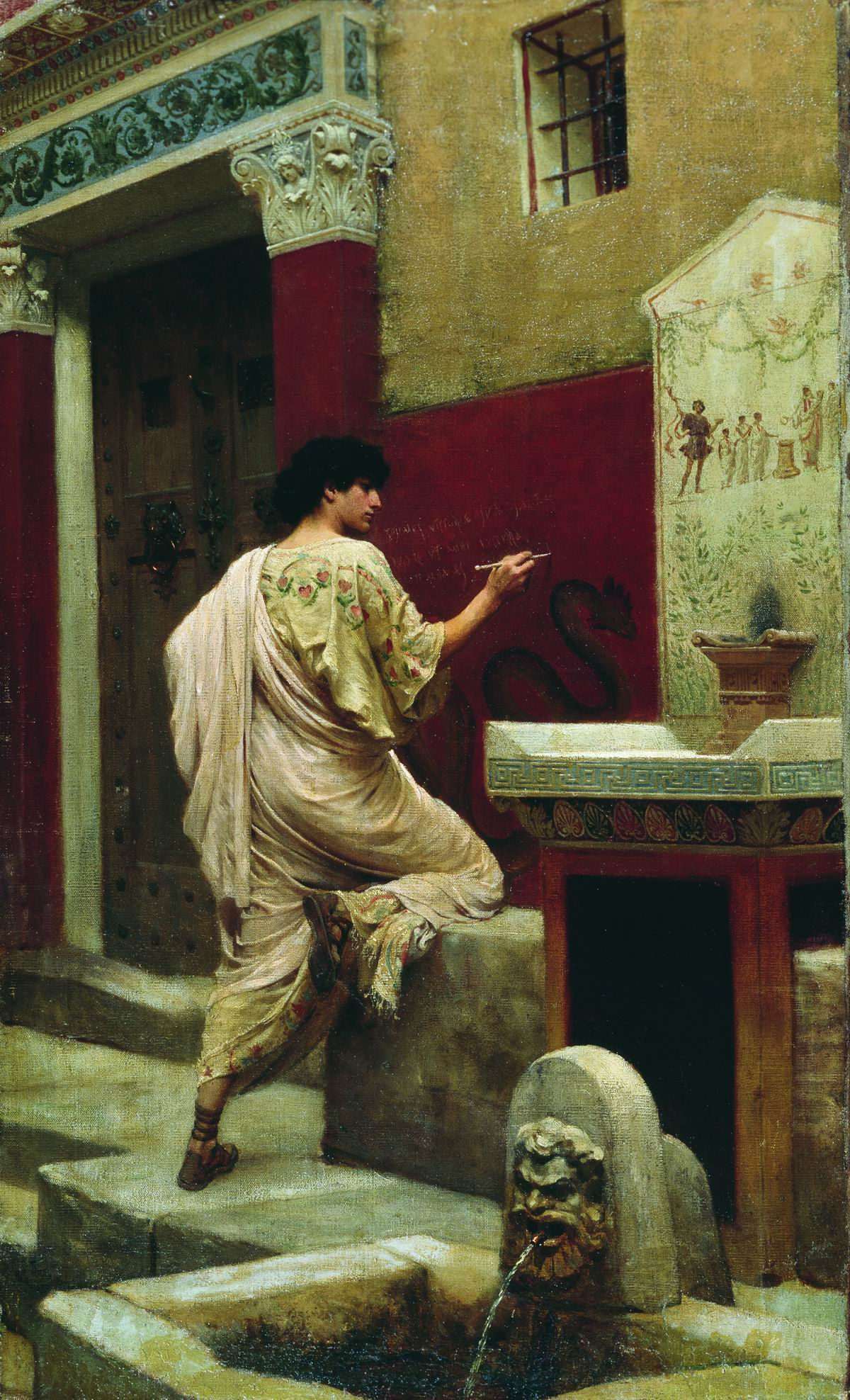
Степан Бакалович. «Помпеи. У стен», 1885 г.
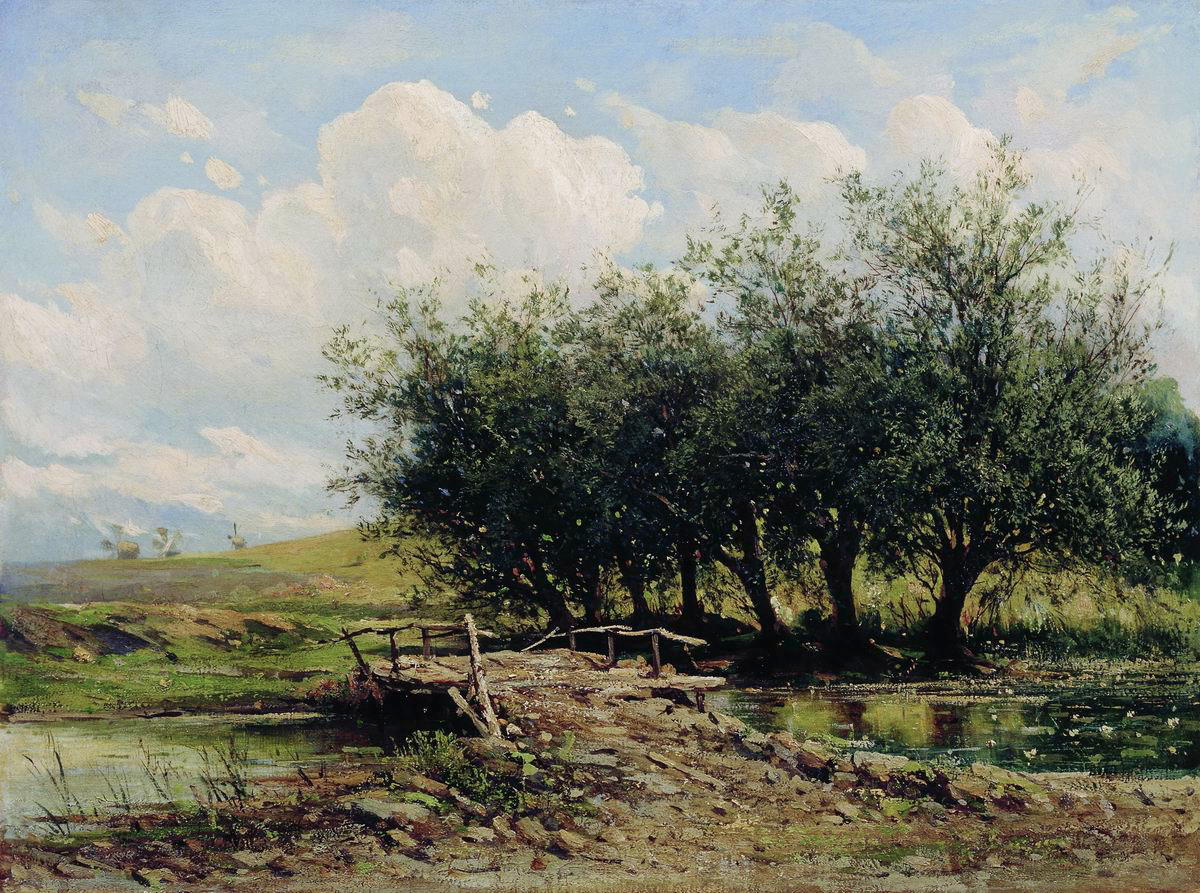
Сергей Аммосов. «Мостик», до 1886 г.
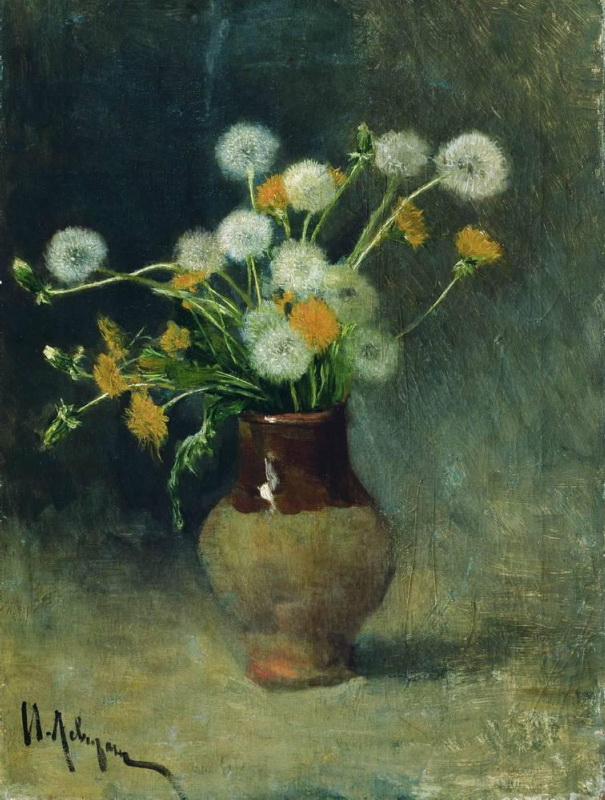
Исаак Левитан. «Одуванчики», 1889 г.
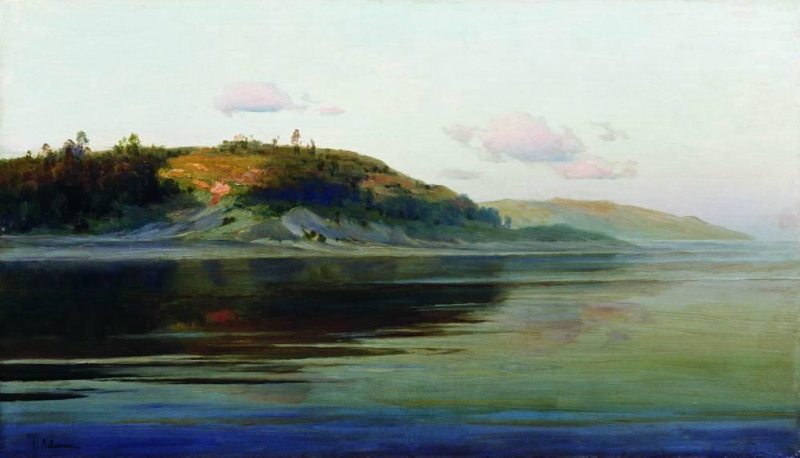
Исаак Левитан. «Летний вечер. Река», 1890-1896 гг.
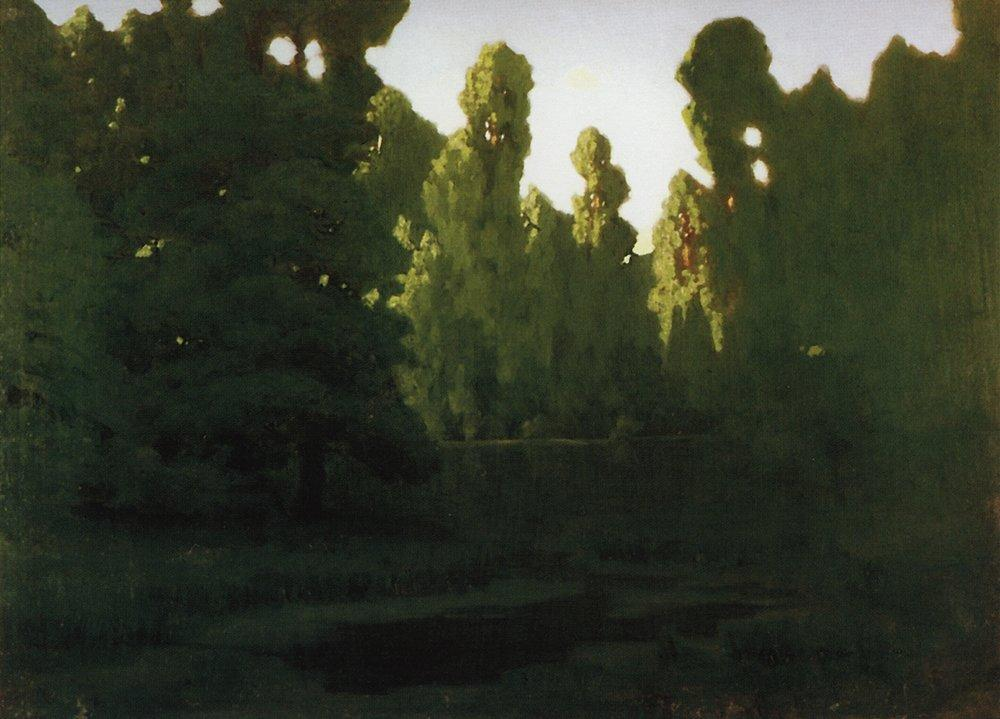
Архип Куинджи. «Лес», 1890-е гг.
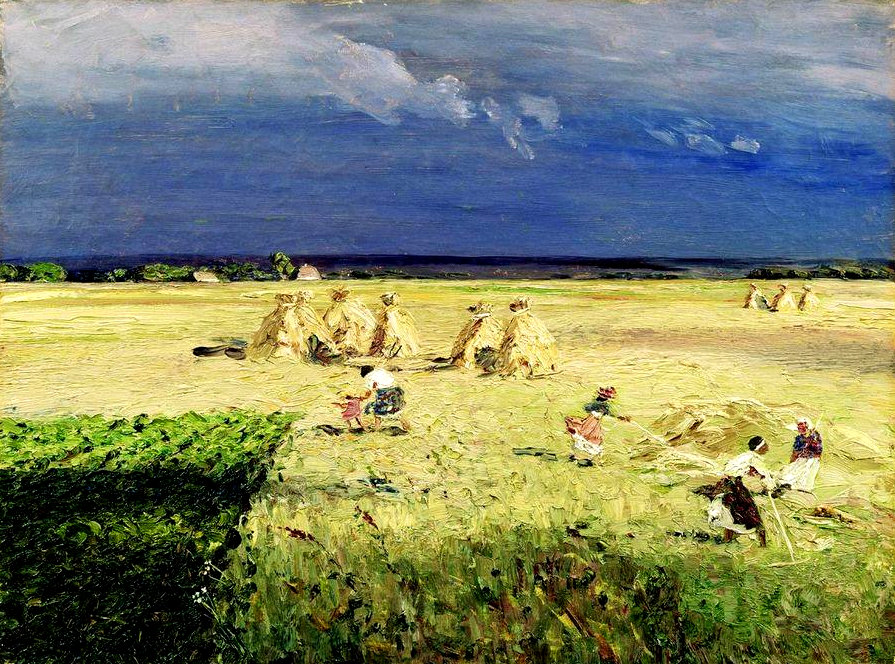
Николай Дубовской. «Жатва», 1906 г.
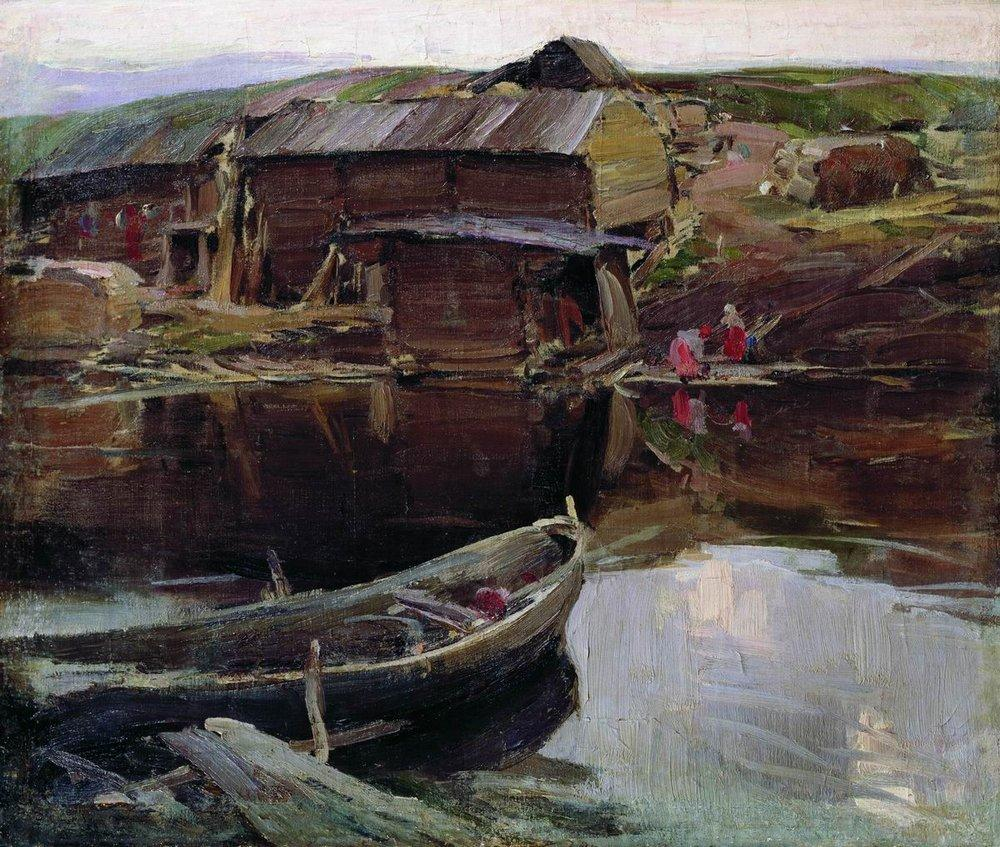
Абрам Архипов. «Северная деревня», 1900-1910 гг.
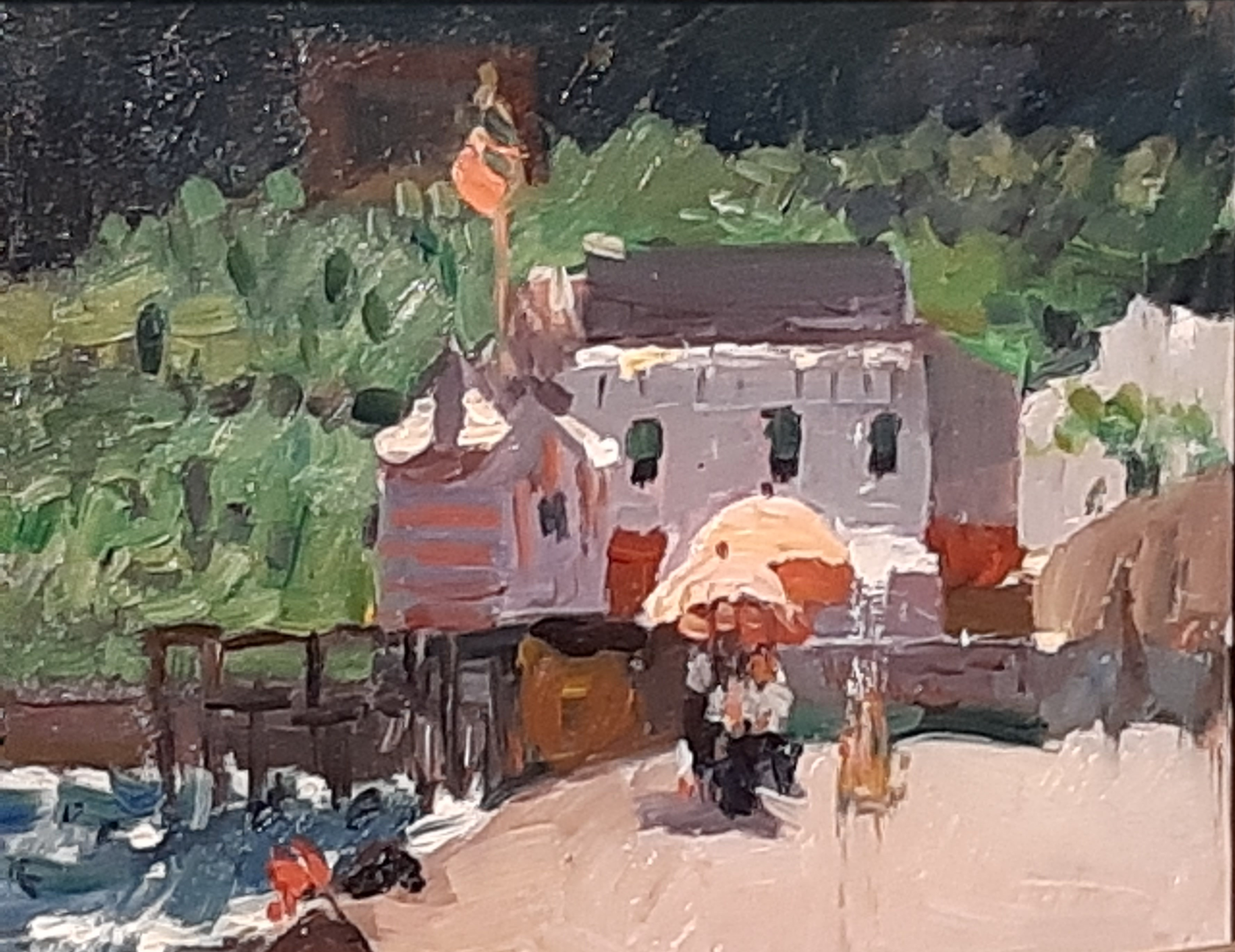
Алексей Кокель. «Итальянский этюд», 1913 г.

## Выставки
Выставочные проекты:
- Первая республиканская выставка изделий народного художественного творчества и народных промыслов. Ноябрь—декабрь 1982 г.
- Выставка молодых художников (Выставка молодых). Октябрь—ноябрь 1988 г.;
- Республиканская выставка «Чувашский народный костюм», 1993 г.;
- Международная выставка «Мир этих глаз—2. Айги и его художественное окружение», 1996 г;
- Выставка современного искусства «2000—Белая Чувашия». Сентябрь—октябрь 2000 г.
- Народная свадьба глазами художника. Символика, традиции, образы, современность. Декабрь 2013 г.

Выездные и обменные выставки:
- «Магическая красота костюма»;
- «Вечные узоры».

Обе выставки включают памятники чувашского народного костюма XVIII—XX вв., уникальные украшения и головные уборы из серебра и бисера, вышивка, узорное ткачество, старинные фотографии (150 экспонатов).

## Издания
Издания, выпущенные организацией:
- Хазанова, И. М. Чувашская государственная художественная галерея. Каталог. Чувашгиз. — Чебоксары, 1955. 84 с., илл. Тир. 1000 экз.
- Хазанова, И. М. Чувашская государственная художественная галерея. Путеводитель. — Л.: Художник РСФСР, 1960. 90 с., илл. Тир. 2000 экз.
- Первая республиканская выставка изделий народного художественного творчества и народных промыслов. Каталог выставки. Вступит. статья и сост. Г. Н. Иванов. — Чебоксары, 1984.
- Тамара Гусева. Евгений Расторгуев. Живопись, графика, керамика. Каталог выставки.— Чебоксары, 1987. Вступит. статья и сост. Г. Н. Иванов.
- Мир этих глаз-2. Альбом-каталог. — Чебоксары, 1997.
- Иван Дмитриев — Эльмек Иване. Воспоминания. Проза. Стихотворения. — Чебоксары, 2000.
- Художественный музей и культура: Сб. статей. / Проблемы художественной культуры Чувашии. Вып. I. —- Чебоксары, 2001.
- Воспевая Чебоксары. Образы города в произведениях живописи и графики из собрания ЧГХМ. Каталог. — Чебоксары, 2001.
- Н. И. Фешин и его ученики в Чувашии и Америке. Каталог выставки к 120-летию Н. И. Фешина. — Чебоксары, 2001.
- С Чувашией в сердце. К 65-летию П. Г. Кипарисова. Каталог выставки. — Чебоксары, 2003.
- Мемориальный музей-квартира М. С. Спиридонова: альбом-путеводитель / [авт-сост. Н. И. Садюков; фот. А. Н. Садюкова]. — Чебоксары, 2009. — 92 с. : ил., фот. ; 29 см. Тир. 1000 экз.
- Чувашский государственный художественный музей. История коллекций. Лучшие произведения. Альбом. Сост., науч. редактор Г. Н. Иванов. — Аксиос: Калининград, 2014. 304 с.
- Чувашский государственный художественный музей. Биобиблиографический справочник сотрудников. 1939—2014. Сост., науч. редактор Г. Н. Иванов. — Чебоксары, 2015. 82 с.

## Администрация музея
- Директор: Г. В. Козлов;
- заместитель директора по развитию: Т. В. Краснова;
- главный хранитель: Г. Г. Исаев.